# Setina
Setina är ett släkte av fjärilar som beskrevs av Franz Paula von Schrank 1802. Setina ingår i familjen björnspinnare.

## Bildgalleri

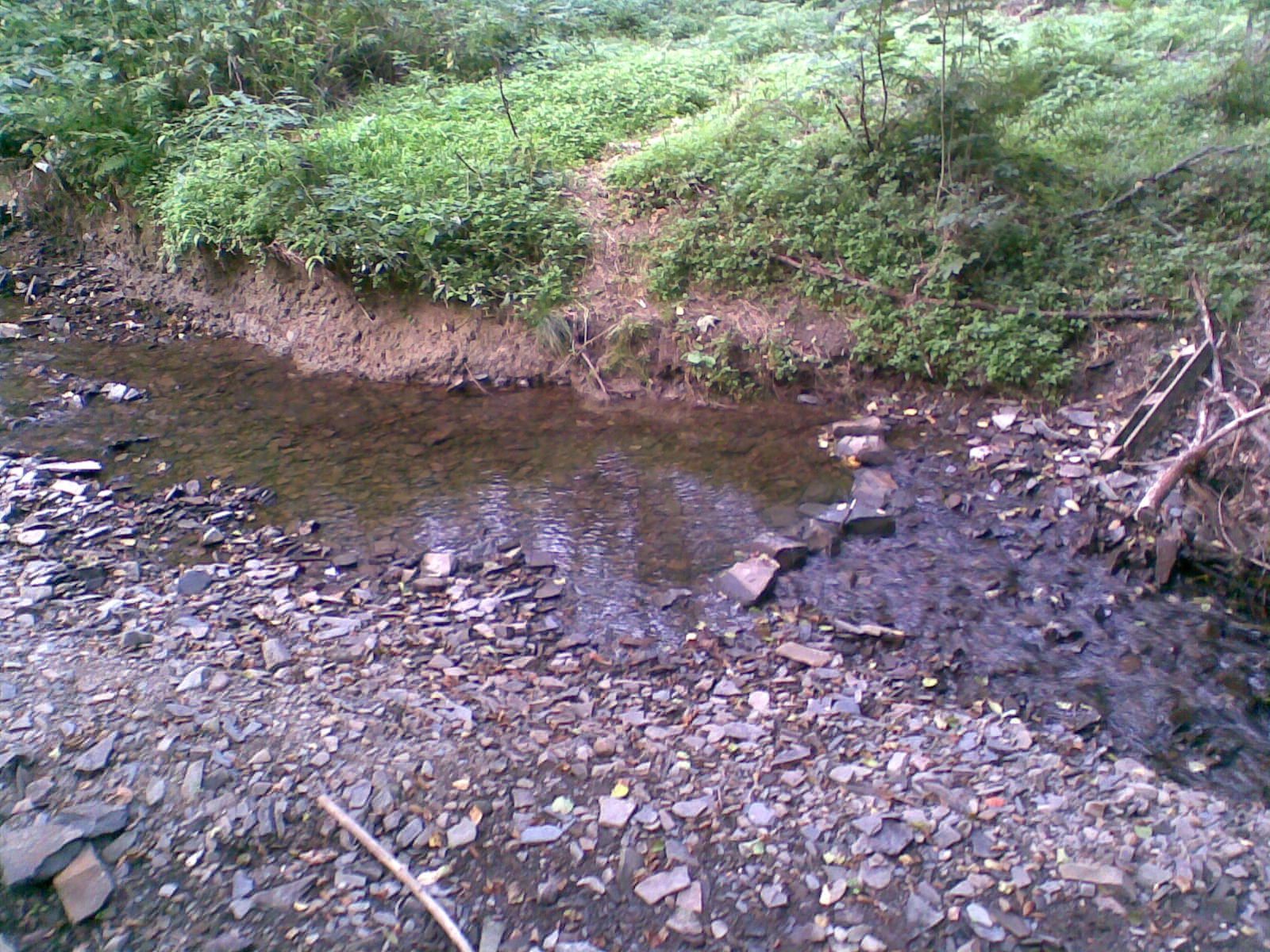

## Dottertaxa tillSetina, i alfabetisk ordning[1][2]
- Setina andereggi
- Setina aurantiaca
- Setina binumerica
- Setina brunnea
- Setina brunnescens
- Setina clara
- Setina crassipuncta
- Setina flavicans
- Setina flavonigropunctata
- Setina freyeri
- Setina fumata
- Setina fumosa
- Setina insignata
- Setina irrorata
- Setina irrorea
- Setina irrorella
- Setina lata
- Setina maculata
- Setina mediterranea
- Setina nickerli
- Setina nigrostriata
- Setina ochracea
- Setina pallida
- Setina pontica
- Setina postimpuncta
- Setina pseudokuhlweini
- Setina riffelensis
- Setina roscida
- Setina signata
- Setina wolfsbergeri